# Guillermo de Grandmesnil
Guillermo de Grandmesnil (c. 1055-1114), fue un noble normando, miembro de la familia de Grandmesnil y vinculado a la Casa de Hauteville de Calabria. Hijo de Hugo de Grandmesnil y Aélis [Adeliza] de Beaumont, hija de Yves de Beaumont, señor de Conflans. 
Según Orderico Vital, Guillermo era muy cercano y apreciado por la corte de Guillermo I de Inglaterra. El monarca, para mostrar el apego y afecto, le ofreció a Agnes como esposa, hija de Roberto de Mortain. Pero Guillermo se negó. Hombre inquiero e influenciado por su padre, que había adquirido muchas tierras en Italia, Guillermo decidió ir a Apulia donde llegó alrededor de 1080 con algunos caballeros normandos. En 1081, participó en la expedición dirigida por el normando Roberto Guiscardo, duque de Apulia, Calabria y Sicilia, contra Dirraquio, una posesión bizantina. Siguió su aventura bélica contra el Imperio Bizantino al lado de Guiscardo en 1084 y 1085. En julio de 1085, Guiscardo reunió a Guillermo y otros nobles en la isla de Cefalonia y en su lecho de muerte para concertar su sucesión. Establecido en Calabria, se casó con Mabille (Isabel), hija de Roberto Guiscardo y de la princesa lombarda Sichelgaita de Salerno, y recibió grandes territorios y 15 castillos en el Valle de Crati en Coscile y Crotona.
En 1090, Guillermo Grandmesnil se rebeló contra el hijo y sucesor de Roberto Guiscardo, Roger Borsa, duque de Apulia, apoyando a su cuñado, el príncipe Bohemundo. En 1093, Roger Borsa cayó tan gravemente enfermo en Melfi que la noticia de su muerte se extendió por muchas zonas. Varios de sus vasallos, entre ellos su medio hermano Bohemundo y Guillermo Grandmesnil, procedieron a la revuelta. Guillermo, buscando expandir sus posesiones, tomó Calabria. Después de la restauración de Roger Borsa y sometiendo a sus vasallos rebeldes. Forzado por las circunstancias y presionado por la fuerza por las tropas del duque, perdió todas sus fortalezas y se vio obligado a refugiarse con su esposa en Bizancio (1094).
En el otoño de 1096, ya en el sur de Italia, vio a sus hermanos Yves y Alberic acompañando a Roberto II de Normandía, y decidió acompañarlos a Tierra Santa para participar en la primera cruzada bajo la bandera de Bohemundo de Tarento. Pero el 10 de junio de 1098, los hermanos, asustados por el calibre que estaba tomando la lucha contra los sarracenos en el asedio de Antioquía, lograron huir de Antioquía, sitiada por las tropas musulmanas. Al regresar al sur de Italia (antes de la toma de Jerusalén por los cruzados el 15 de julio de 1099), Guillermo y Alberic fueron excomulgados por el papa Pascual II en enero. Tras la excomunión, si bien hay cierta actividad registrada en Calabria, se pierde su rastro. Posiblemente regresaron a Inglaterra.  

## Herencia
De su unión con Mabille [Mabel] de Hauteville, hija de Roberto Guiscardo, nacieron al menos dos hijos:
- Guillermo II de Grandmesnil (c. 1090-1122), sucedió a su padre, pero no vivió mucho tiempo después;
- Robert de Grandmesnil (m. 1129).